# Малиновский, Иван Васильевич
Ива́н Васи́льевич Малино́вский (1796 — 10 февраля [22 февраля] 1873, село Каменка Изюмского уезда Харьковской губернии) — русский офицер, мемуарист, старший сын первого директора Императорского Царскосельского лицея Василия Фёдоровича Малиновского и один из лучших друзей Александра Сергеевича Пушкина в Лицее. Самый старший из лицеистов. Помещик села Каменка Изюмского уезда Харьковьской губернии. Предводитель дворянства Изюмского уезда.

## Биография
Иван Васильевич Малиновский родился в 1796 году семье Василия Фёдоровича и Софьи Андреевны (урождённой Самборской) и был старшим из 6 детей.
В 1811 году его отца назначили Директором только что учрежденного Императорского Царскосельского Лицея. Иван в это время учился в Санкт-Петербургской губернской гимназии. Василий Фёдорович обратился к министру народного просвещения, графу А. К. Разумовскому и с его разрешения, в лицейских книгах его сына Ивана записали родившимся в 1798, то есть 13-ти летним (по Уставу в Лицей принимали юношей 10-12 лет). В Лицее учился хорошо. Профессор русской и латинской словесности Н. Ф. Кошанский так характеризовал воспитанника:

«Иван Малиновский особенно отличается вниманием и способностями. Его редкое прилежание не столько от соревнования, сколько от чувствования собственной пользы»

Надзиратель по нравственной и учебной части М. С. Пилецкий-Урбанович в «Отчёте о поведении и свойствах воспитанников» за 1812 год писал:
 «Малиновский (Иван), 14-ти лет. Способности имеет и довольно старателен. Доброта сердца, искренность и чувствительность суть отличные и весьма приметные в нем свойства. С успехом старается укрощать свою пылкость, увлекающую его в ошибки, в которых он признается с раскаянием. По живости своего нрава, он любит свободу и веселость, но предается им часто без осторожности; любит также военных…»
Имя Ивана Васильевича Малиновского часто встречается в литературе, посвященной лицейским годам Александра Пушкина. Сын первого директора Царскосельского Лицея отличался буйным нравом и склонность к шалостям. Малиновский был добродушным и искренним, очень увлекающимся, задиристым и пылким. За что и получил лицейскую кличку «Казак». Также друзья называли его «Санчо Панса», за привычку выражаться афоризмами, что объяснялось знанием множества пословиц и поговорок, которые он применял во всяком удобном случае. Уже двадцатидвухлетним парнем, незадолго до выпуска из лицея, он, поссорившись за обедом с Кюхельбекером, вылил ему на голову тарелку супу, после чего Кюхельбекер побежал топиться, но его вытащили. В «Пирующих студентах» Пушкин так обращается к Малиновскому:

А ты, повеса из повес,
На шалости рожденный,
Удалый хват, головорез,
Приятель задушевный!

В «Журнале о поведении воспитанников Лицея I выпуска» за 1813 год есть запись о том, что Малиновский, Пущин и Илличевский оставлены без ужина, так как «во время прогулки по саду поссорились с Пушкиным и под видом шуток толкали его и били по спине прутом». И. Пущин, И. Малиновский и А. Пушкин — инициаторы нашумевшей «истории гоголь-моголя, которая сохранилась в летописях Лицея».
9 февраля 1812 года семью Ивана Малиновского постигло тяжелое горе. Умерла мать Софья Андреевна. За первым тяжелым ударом через два года последовал второй: 23 марта 1814 года скоропостижно умер отец  В. Ф. Малиновский. Это было и горе и всего Лицея, который был приведён в строгий порядок благодаря трудам усопшего директора. Эта кончина была горем и для первокурсников, которые, будучи приняты в его семье после того, как отпуски из Лицея были запрещены. За гробом рядом со старшим сыном покойного шёл Пушкин, для которого Малиновский был теперь ближе всех других приятелей и друзей. Из семейных воспоминаний дочери Ивана Васильевича Малиновского, Софьи Ивановны Штакеншнейдер, известно, что «уже на кладбище (при погребении присутствовали пять воспитанников Лицея), когда опускали гроб в могилу для вечного упокоения, то Пушкин первый подошел к своему другу Ивану Малиновскому, чтобы его утешить в его горе, и здесь, перед незасыпанной еще могилой отца, они как бы поклялись в вечной дружбе».
После смерти Василия Малиновского его осиротевших детей взял к себе дед Андрей Афанасьевич Самборский, который жил вместе со своей старшей дочерью – Анной Андреевной Самборской.
Получив аттестат об окончании Лицея, Иван Малиновский поступил в лейб-гвардии Финляндский полк. В походах гвардейского корпуса Иван Малиновский сошёлся с будущим декабристом Андреем Розеном, который в будущем стал мужем его сестры Анны.
В марте 1825 года в чине полковника вышел в отставку. Переехал в Каменку Изюмского уезда Харьковской губернии, чтобы привести в порядок имение, доставшееся по наследству от деда Андрея Афанасьевича Самборского.
События 14 декабря 1825 года непосредственно коснулись Ивана Малиновского: участником восстания был младший брат Андрей и свояк А. Е. Розен, за которым в Сибирь последовала средняя сестра Анна. Их общего ребёнка  до 1838 года воспитывала чета Вольховских. Ответственность перед родными побудила Ивана Васильевича остаться в имении. Софья Ивановна Штакеншнейдер вспоминала:
«Отец получил в наследие имение с долгами; но все выплатил и разделился поровну с сестрами… Себе отец во всем отказывал, но для всякого нуждающегося готов был отдать последнее».
В черновом варианте стихотворения «19 октября 1825 года» Пушкин вспоминает о Малиновском и сожалеет, что он не смог вместе с Пущиным посетить опального поэта в Михайловском:

Что ж я тебя не встретил тут же с ним
Ты, наш казак и пылкий и незлобный,
Зачем и ты моей сени надгробной
Не озарил присутствием своим?
Мы вспомнили б, как Вакху приносили
Безмолвную мы жертву в первый раз,
Как мы впервой все трое полюбили,
Наперсники, товарищи проказ...

К. К. Данзас — лицейский товарищ и секундант роковой дуэли А. С. Пушкина — находился рядом с умирающим поэтом. Он вспоминал как смертельно раненный Пушкин «...глубоко вздохнув, сказал: «Как жаль, что нет теперь здесь ни Пущина, ни Малиновского, мне бы легче было умирать».
В 1830 г. директор лицея Энгельгардт писал Матюшкину: «Малиновский – дворянский предводитель в Изюмском уезде и, как слышно, очень много там делает добра, душа радуется, как он там при рекрутчине стоял за бедных и грызся с богатыми и с чиновниками, которые за них стояли». В следующем году Модест Корф писал о нём: «…наш милый энтузиаст Ванюша все тот же, думает более о других, чем о себе, и стремится везде к лучшему». Малиновский в течение девяти лет избирался предводителем уездного дворянства.
Малиновский оседает в своём имении, но не забывает своих лицейских товарищей, переписывается с Вольховским, Корфом, Пущиным и другими.
В 1837 году, когда император Николай I посещал Харьков, Малиновский просил его облегчить участь декабристов и царь обещал отпустить их на поселение, что вскоре и произошло.
В 1844 году И.В. Малиновский написал брошюру «О жизни генерал-майора Вольховского» которая была напечатана в Харькове. С февраля 1859 года по июнь 1860 года вёл дневник.
Скончался 10 февраля (22 февраля) 1873 года от воспаления легких. Был похоронен на кладбище в Каменке недалеко от Вольховского.

## Семья
Иван Васильевич был дважды женат, и оба брака соединяли его родственными узами с лицейскими товарищами. В 1834 году он женился на сестре Ивана Пущина Марии Ивановне. После её смерти его второй супругой стала племянница В. Д. Вольховского Екатерина Федосеевна Зинкевич (Вольховский же был женат на сестре Ивана Малиновского). В семье выросло шестеро детей.
Сын от первого брака Антон Иванович — выпускник 21 курса Лицея. Он сохранил бумаги отца и обширную переписку первокурсников, которые позже попали в музей Императорского Александровского лицея и к академику Я. К. Гроту.